# IC 4379
IC 4379 — компактная вытянутая спиральная галактика типа Sbc в созвездии Центавр.
Этот объект входит в число перечисленных в оригинальной редакции «Нового общего каталога».